# 三津浜焼き

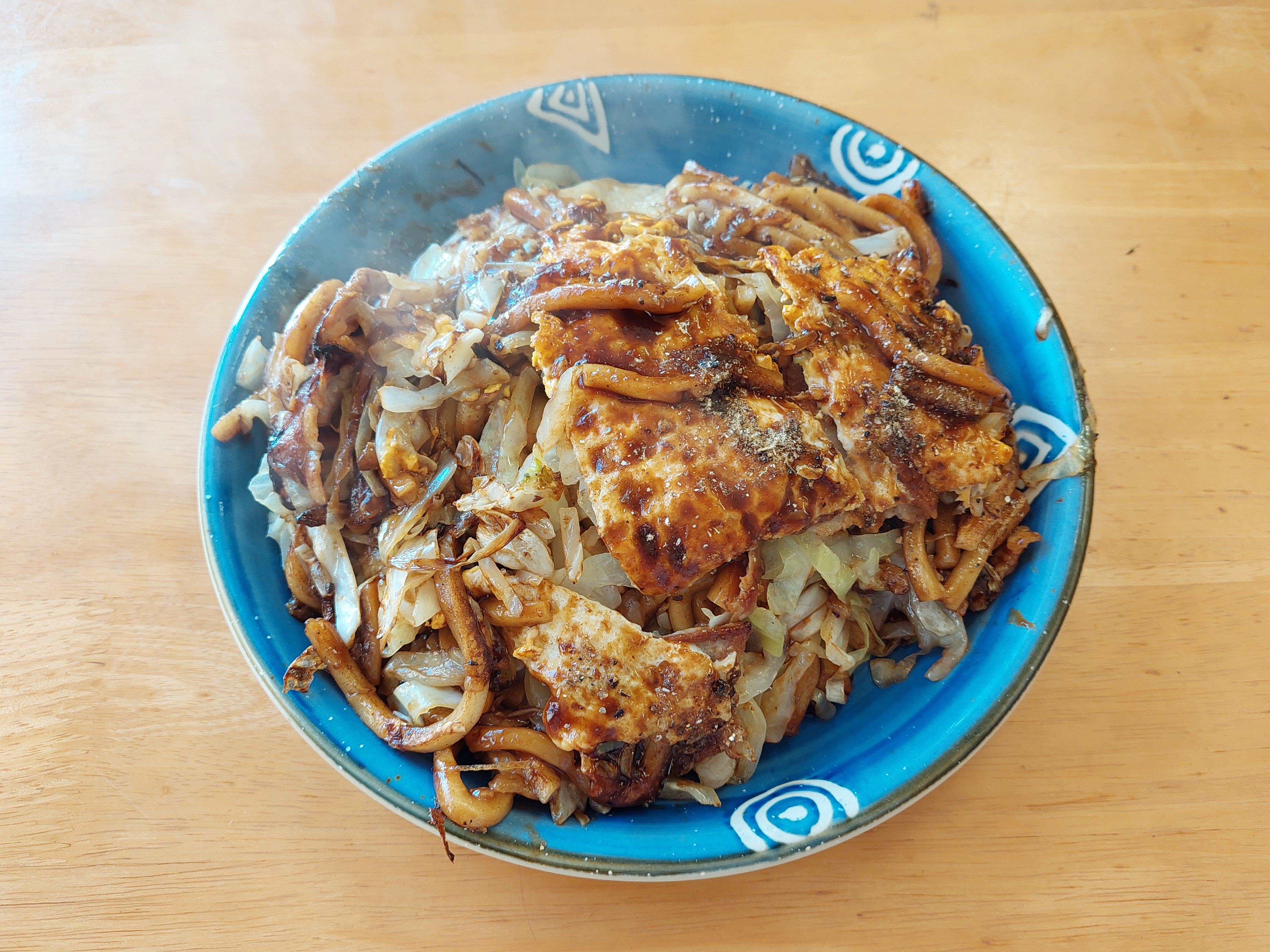
三津浜焼き

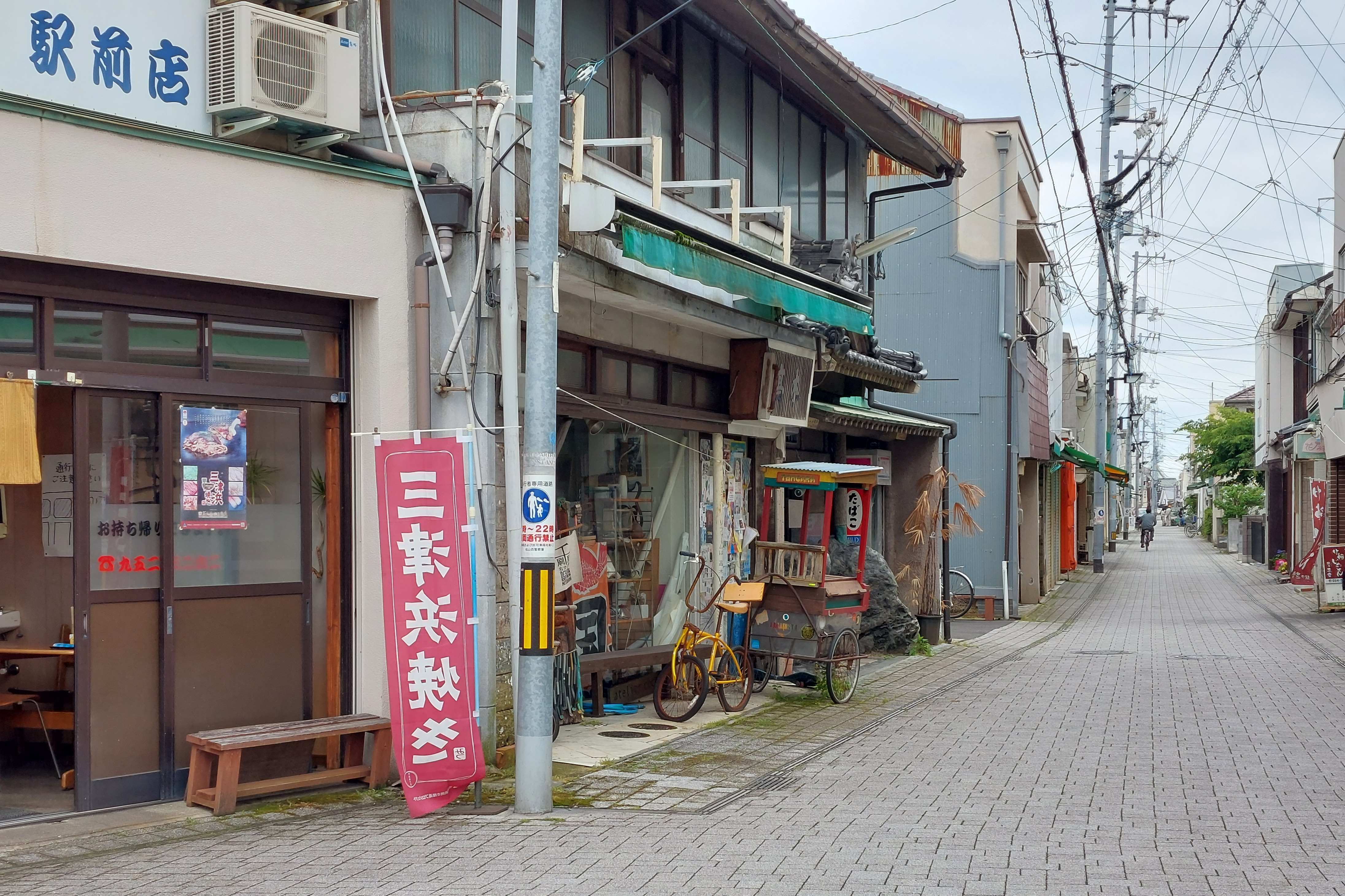
三津浜焼き店（左）

三津浜焼き（みつはまやき）は、愛媛県松山市の三津浜地区におけるご当地グルメである。

## 概要
三津浜焼きは、広島のお好み焼きにも似た重ね焼きで、焼きそばかうどんの麺を入れる。麺は鉄板で焼くときに味をつけ、生地にキャベツとともに重ね、溶いた鶏卵の上に乗せて、ひっくり返して半分に折る。半分に折ることから、出来上がりは半月状の見た目となる。また、具には麺やキャベツの他に、牛脂とチクワは欠かせないものとされる。
ほどよく蒸されたキャベツのシャキシャキ感と、甘辛いソースの奥にあるキャベツの甘味が、三津浜焼きの醍醐味とされる。
料理研究家の中村和憲は、「漁業の従事者は忙しく体力を使うため、満腹になるよう焼きそばやうどんが入り、野菜も多く入るようになったのだろう」と指摘する。
松山市では「平成船手組三津浜焼き推進プロジェクト」が結成されており、松山市内を中心に31店舗が加盟している（2020年時点）。31店舗の内の約20店舗は三津浜地区にある。

### 他の地区のお好み焼きとの違い
関西や広島とお好み焼きと三津浜焼きの違いは、焼き方や具材にある。
広島の一般的な作り方は、生地の上にキャベツや具材などを先に乗せ、後で麺の上に重ねる。
三津浜焼きは、生地を鉄板で焼き、その上に味付けをした麺を具材よりも先に乗せる。

## 歴史
大正時代に水で溶いた小麦粉を焼いて刻みネギなど乗せ、ソースをかけて出していた物で一銭洋食として売られていた。これが庶民の味として浸透し、戦後では主に主婦層やおばあちゃん世代の人たちが店で作っていたもので、具材は千切りキャベツ、魚粉、卵、天かすなど店により様々である。乗せ焼きスタイルで広島と同じである。
2022年には文化庁の100年フードに、「北条鯛めし」と共に認定された。

## 賞歴
全国ご当地こなもんサミットでは第1回、第3回の大会でグランプリを獲得しており、「永久殿堂入り」となっている。

## 商品化
2012年には、今治焼豚玉子飯と共に三津浜焼きが商品化され、中国・四国地方のファミリーマート店舗約650店で販売された。